# Bursera rzedowskii
Bursera rzedowskii là một loài thực vật có hoa trong họ Burseraceae. Loài này được C.A.Toledo mô tả khoa học đầu tiên năm 1984.